# سد راجاپرابها
سد راجاپرابها (به لاتین: Rajjaprabha Dam) یک سد و نیروگاه برقابی در تایلند است که در Khao Phang واقع شده‌است.